# Jaka Lakovič
Jaka Lakovic (Ljubljana, Eslovènia, 9 de juliol de 1978) és un exjugador de bàsquet eslovè que actualment exerceix com a entrenador. Actualment entrena el CB Gran Canaria. Mesura 1,86 metres i la seva posició en la pista era la de base.

## Carrera esportiva

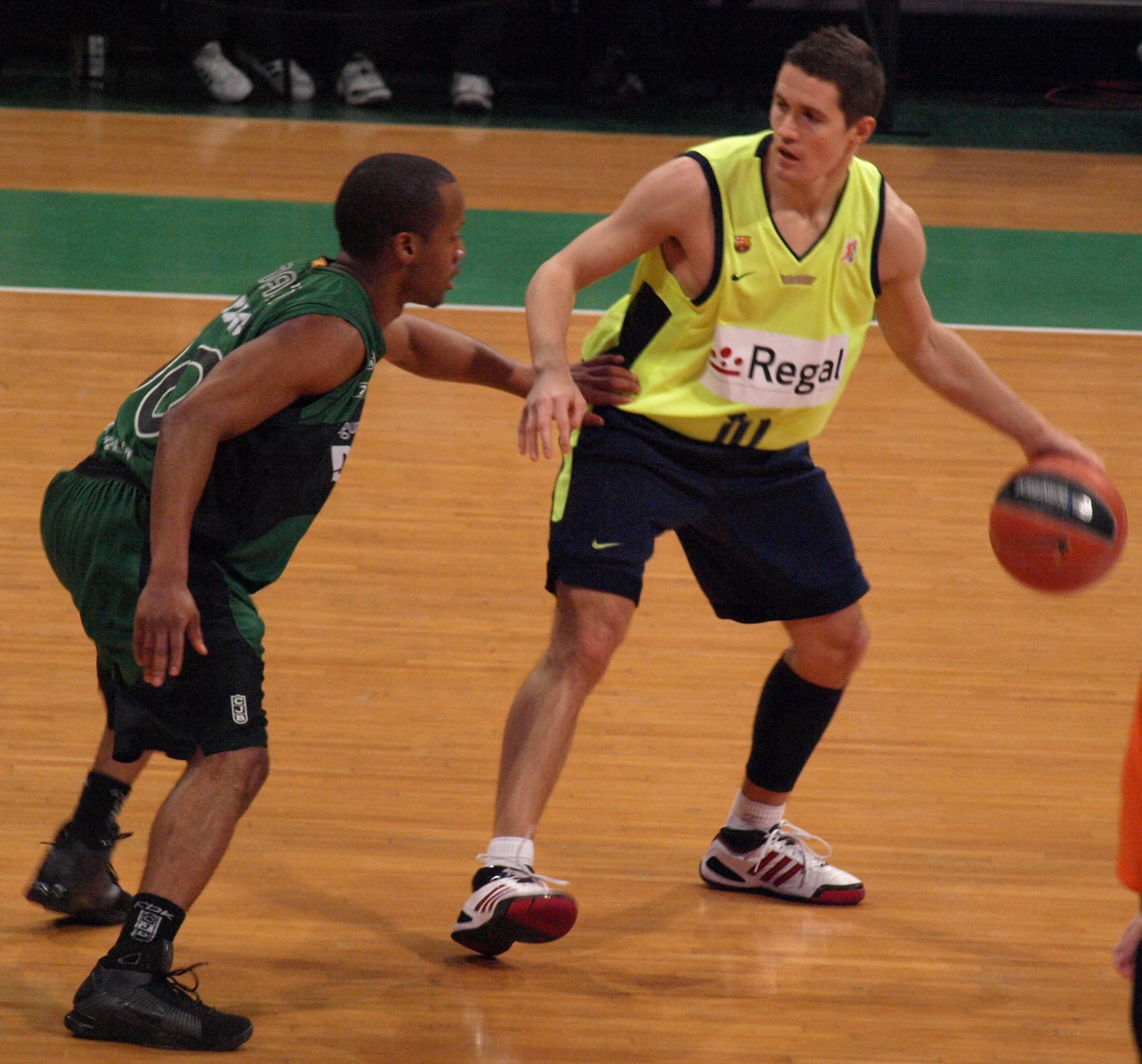
Jaka Lakovič jugant amb el Barça

Va començar a jugar al bàsquet al col·legi. Es va formar en el KD Slovan Ljubljana, amb el qual va debutar en la temporada 1996-1997, coincidint amb jugadors com Nesterovic. El 1998 va guanyar la medalla de plata de l'Eurobasket junior de Varna al jugar la final contra Espanya. El 2001 debuta amb la selecció absoluta d'Eslovènia en l'Eurobasket contra Espanya i és fitxat pel KK KrKa Novo Mesto. En aquest club va arribar a realitzar veritables exhibicions, com el 18 d'octubre de 2001, quan va aconseguir 38 punts (sent la segona millor anotació de la competició) en una trobada de l'Eurolliga contra el Real Madrid en el Raimundo Saporta que va finalitzar en 87-93. Els seus números en aquesta edició de l'Eurolliga va ser de 20.1 punts per partit, 42,8% en triples, 88,4% en tirs lliures. A més va jugar la Final Four de la Lliga Adriàtica. Va ser la seva veritable carrera cap a l'èxit.
El 2002 firma pel Panathinaikos, gràcies a la insistència d'Obradovic, tècnic de l'equip grec, que va quedar impressionat d'ell en un encreuament de l'Eurolliga. Lakovic tenia la responsabilitat de substituir al que era el millor jugador d'Europa, Dejan Bodiroga. En aquest club va aconseguir grans èxits arribant a aconseguir quatre lligues ESAKE i tres copes, sent Lakovic un dels pilars de tant triomf. La temporada 2004-2005 va ser triat MVP de la final i membre del quintet ideal de la lliga grega. També va ser MVP en la copa en aquest mateix any i va jugar la Final Four de l'Eurolliga, disputada a Moscou, on el Panathinaikos va ser eliminat pel Maccabi Tel Aviv, el qual va acabar sent el campió. A més va formar part del segon quintet de l'Eurolliga. En l'Eurobasket 2005 va liderar a Eslovènia, la qual es va guanyar una plaça per al Mundial de bàsquet 2006 disputat al Japó. La temporada 2005-2006 va començar discretament per culpa de la saturaració de jugadors a causa del fitxatge pel Panathinaikos de Vasílios Spanulis, pel que Lakovic va tenir menys protagonisme. Es va anar recuperant a poc a poc i l'equip grec arribà fins als quarts de final de l'Eurolliga, en on va ser eliminat pel Baskonia Basket. Davant el fracàs europeu Lakovic va prometre a la directiva i a l'entrenador donar-ho tot en el final de la lliga. Lakovic va complir el promès i va ajudar en sobremanera al doblet de lliga i copa del Panathinaikos.
El juliol de 2006 va ser fitxat pel FC Barcelona, arribant amb l'aurèola de ser un dels millors bases d'Europa. El president del Panathinaikos, Gianakopoulos, i Obradovic van quedar molt decebuts per la sortida de Lakovic del club grec. Va guanyar l'Eurolliga el 2010 mentre era membre del FC Barcelona.
El juliol de 2011 va signar un contracte de dos anys amb Galatasaray, i dos anys més tard va signar amb el Sidigas Avellino de la lliga italiana fins al final de la temporada. El mes de desembre de 2014 va signar amb el Royal Halı Gaziantep de la lliga turca pel que restava de temporada. La temporada següent va fitxar amb l'equip de reserva del FC Barcelona, anunciant que seria el seu últim any com a jugador de bàsquet professional.

### Carrera com a entrenador
Lakovič va començar la seva carrera d'entrenador el 2016, després de la seva retirada com a jugador, ajudant a Alfred Julbe al Barça B. Aquell any també va convertir-se en entrenador assistent d'Igor Kokoškov de l'equip nacional de bàsquet d'Eslovènia. El 2017 va signar com a entrenador assistent del Bilbao Basket, fent-se càrrec de l'equip en els darrers quatre partits per la destitució de Mrsic. La temporada 2018-19 va ser ajudant de Carles Duran a la banqueta del Joventut de Badalona de la lliga ACB, i en acabar la temporada fitxa per dirigir el Ratiopharm Ulm de la lliga alemanya.
La temporada 2022-23 s'estrena a la ACB com a entrenador del CB Gran Canaria.